# Sant’Andrea del Garigliano
Sant’Andrea del Garigliano ist eine Gemeinde in der Provinz Frosinone in der italienischen Region Latium mit 1265 Einwohnern (Stand 31. Dezember 2023). Sie liegt 144 km südöstlich von Rom, 66 km südöstlich von Frosinone und 87 km nordwestlich von Neapel.

## Geographie
Sant’Andrea del Garigliano liegt in den Monti Aurunci am Fuß des Monte Maio (940 m). Das Gemeindegebiet erstreckt sich bis zum Fluss Garigliano der hier die Grenze zu Kampanien bildet.
Sant’Andrea ist Mitglied der Comunità Montana L’Arco degli Aurunci.
Die Nachbarorte sind Castelforte (LT), Rocca d’Evandro (CE), Sant’Ambrogio sul Garigliano, Sant’Apollinare und Vallemaio.

## Geschichte
Das Gemeindegebiet von Sant’Andrea war ursprünglich von den Oskern besiedelt und wurde im 4. Jahrhundert v. Chr. von den Römern erobert.
Der Ort selbst geht auf eine Kirche Sant’Andrea zurück, die von Mönchen aus Montecassino errichtet wurde und 846 von den Sarazenen zerstört wurde. Sie wurde danach wieder aufgebaut und Zentrum einer Ansiedlung. Um 1045 ließ Abt Richerio eine Burg errichten, die 1107 zur Grafschaft Gaeta kam.
1861 wurde Sant‘Andrea Teil der Provinz Terra di Lavoro des Königreich Italien, bis es 1927 zur neu gegründeten Provinz Frosinone kam. Im Zweiten Weltkrieg erlitt Sant’Andrea beim Kampf um die Gustav-Linie schwere Zerstörungen.

## Bevölkerungsentwicklung
| Jahr      | 1861 | 1881 | 1901 | 1921 | 1936 | 1951 | 1971 | 1991 | 2001 |
| --------- | ---- | ---- | ---- | ---- | ---- | ---- | ---- | ---- | ---- |
| Einwohner | 1183 | 1213 | 1521 | 1545 | 1944 | 2036 | 1834 | 1705 | 1589 |

Quelle: ISTAT

## Politik
Giuseppe Rivera (Lista Civica: Insieme Per Sant'Andrea) wurde am 26. Mai 2019 zum Bürgermeister gewählt und am 6. Juni bestätigt.